# James J. Connolly

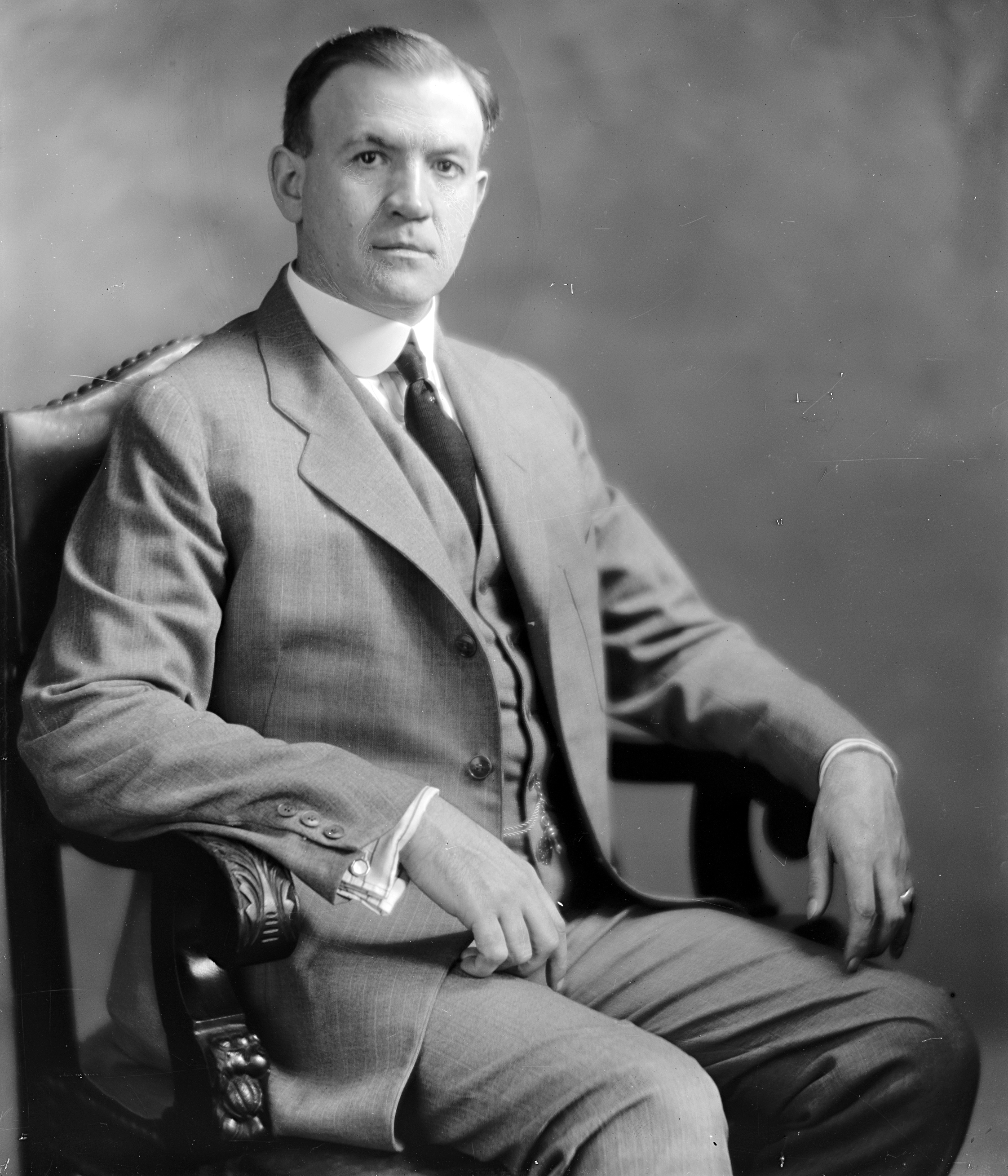
James J. Connolly

James Joseph Connolly (* 24. September 1881 in Philadelphia, Pennsylvania; † 10. Dezember 1952 ebenda) war ein US-amerikanischer Politiker. Zwischen 1921 und 1935 vertrat er den Bundesstaat Pennsylvania im US-Repräsentantenhaus.

## Werdegang
James Connolly besuchte verschiedene High Schools in Philadelphia. Danach schlug er als Mitglied der Republikanischen Partei eine politische Laufbahn ein. Er gehörte dem Staatsvorstand seiner Partei an und war Kämmerer der lokalen Parteiorganisation der Stadt Philadelphia.
Bei den Kongresswahlen des Jahres 1920 wurde Connolly im fünften Wahlbezirk von Pennsylvania in das US-Repräsentantenhaus in Washington, D.C. gewählt, wo er am 4. März 1921 die Nachfolge von Peter E. Costello antrat. Nach sechs Wiederwahlen konnte er bis zum 3. Januar 1935 sieben Legislaturperioden im Kongress absolvieren. Im Jahr 1933 wurden der 20. und der 21. Verfassungszusatz ratifiziert. Seit 1933 wurden im Kongress die ersten New-Deal-Gesetze der Roosevelt-Regierung verabschiedet, denen Connollys Partei eher ablehnend gegenüberstand. Im Jahr 1934 wurde er nicht wiedergewählt.
Nach dem Ende seiner Zeit im US-Repräsentantenhaus betätigte sich James Connolly in der Immobilienbranche. Er war auch Vizepräsident der Firmen Philadelphia Transportation Co. und Transit Investment Corp.  1936 strebte er erfolglos die Rückkehr in den Kongress an. Er starb am 10. Dezember 1952 in Philadelphia.